# Antaninarenina
Antaninarenina is een plaats en commune in het zuiden van Madagaskar, behorend tot het district Befotaka, dat gelegen is in de regio Atsimo-Atsinanana. Tijdens een volkstelling in 2001 telde de plaats 3.012 inwoners.